# ママとおふくろ
『ママとおふくろ』は、1965年10月20日から1966年10月10日まで日本テレビ系列局で放送されていた日本テレビ製作のテレビドラマである。トヨタ自動車工業とトヨタ自動車販売（現・トヨタ自動車）のグループ単独提供。全51話。モノクロ放送。

## 概要
中流サラリーマン家庭の秋田家と八百屋「八百春」を営む春山家、どちらも未亡人が中心の二つの家族を中心に、それぞれの家庭の恋愛、再婚、子供たちの進学、就職、二つの家族が親交を深める様子など様々な話題を絡め、両家族がそれぞれどのように展開していくかなどを描いた。最終的には、美代とみよが共同で「ママとおふくろの店」というおにぎり屋を開業する。
本作は全26話の予定でスタートしたが、その倍近い話数にまで引き伸ばされた。第1話のサブタイトルは、主題歌「ママとおふくろさん」の歌詞からの引用である。

## 放送時間
いずれも日本標準時。
- 水曜 21:00 - 21:30 （1965年10月20日 - 1966年4月13日）
- 月曜 21:30 - 22:00 （1966年4月18日 - 1966年10月10日）

## キャスト

### 秋田家
- 秋田美代：淡島千景
- 秋田則和：西郷輝彦 - 長男。大学2年。
- 秋田マリ：小橋玲子 - 長女。中学3年。
- 秋田正志：斎藤達雄 - 亡き夫の父。

### 春山家
- 春山みよ：清川虹子
- 春山茂：工藤堅太郎 - 長男。おもちゃ工場の労働書記長。
- 春山勉：吉野憲司 - 次男。浪人生。
- 春山梅：緑魔子 - 次女。デパート勤務。
- 春山進：永井秀和 - 三男。中学3年。
- 種（旧姓・春山）：横山道代 - 長女。国鉄の機関士のもとに嫁いでいる。

### その他のレギュラーキャスト
- 仙造（大工）：殿山泰司
- 北川弥生：五月女マリ - 伯母のところの八百春を手伝っている。元は秋田家の家政婦だった。
- 健次：小沢直平 - 八百春の店員。
- 安子：中村メイコ
- 梓英子（第34話から出演）
- 永井ゆかり：島かおり（第37話から出演）- 則和のガールフレンド。
- 嘉手納清美（第38話から出演）
- 波多野：岡田英次（第40話から出演） - 美代が密かに好きになる男性。

### ゲスト
- 秋田雄造：千秋実（第5話） - 美代の兄。札幌在住。第5話で上京してくる。
- 杉本重役：伊沢一郎（第8話）
- 本郷淳（第36話）
- 英太郎（第44話）

## スタッフ
- 脚本：寺島アヤ子、井手俊郎、布勢博一、松山善三
- 台詞：井手俊郎
- 演出：池田義一、金井晴生
- 制作：日本テレビ

## 主題歌
- 「ママとおふくろさん」（歌：西郷輝彦）
  - 作詞：淡島千景 / 作曲：米山正夫 / 編曲：秋山実

## 放送日程
| 話数 | 放送日          | サブタイトル       | 脚本・台詞                | 演出     |
| ---- | --------------- | ------------------ | ------------------------- | -------- |
| 1    | 1965年 10月20日 | レモンとぬかみそ   | 寺島アキ子                | 池田義一 |
| 2    | 10月27日        | 二食分の弁当       | 寺島アキ子                | 池田義一 |
| 3    | 11月3日         | 小さな台風         | 寺島アキ子                | 池田義一 |
| 4    | 11月10日        | すばらしい汗       | 布勢博一                  | 池田義一 |
| 5    | 11月17日        | 再婚の条件         | 寺島アキ子 台詞：井手俊郎 | 金井晴生 |
| 6    | 11月24日        | みんなの給料日     | 寺島アキ子 台詞：井手俊郎 | 金井晴生 |
| 7    | 12月1日         | 晴れと曇りと       | 布勢博一 台詞：井手俊郎   | 池田義一 |
| 8    | 12月8日         | うわさ             | 布勢博一 台詞：井手俊郎   | 金井晴生 |
| 9    | 12月15日        | 若者たち           | 寺島アキ子 台詞：井手俊郎 | 金井晴生 |
| 10   | 12月22日        | 女と靴下           | 寺島アキ子 台詞：井手俊郎 | 金井晴生 |
| 11   | 12月29日        | 誤解               | 布勢博一                  | 池田義一 |
| 12   | 1966年 1月5日   | 乾杯！未亡人       | 井手俊郎                  | 池田義一 |
| 13   | 1月12日         | おじいちゃんの計画 | 寺島アキ子                | 金井晴生 |
| 14   | 1月19日         | 辰巳の水           | 寺島アキ子                | 金井晴生 |
| 15   | 1月26日         | プロであること     | 布勢博一 台詞：井手俊郎   | 池田義一 |
| 16   | 2月2日          | そっと遠くで       | 布勢博一 台詞：井手俊郎   | 池田義一 |
| 17   | 2月9日          | 胸を張ってゆこう   | 寺島アキ子 台詞：井手俊郎 | 金井晴生 |
| 18   | 2月16日         | めんどりと卵       | 寺島アキ子 台詞：井手俊郎 | 池田義一 |
| 19   | 2月23日         | 縁は異なもの       | 布勢博一                  | 金井晴生 |
| 20   | 3月2日          | そこまで春が       | 布勢博一                  | 池田義一 |
| 21   | 3月9日          | 高砂や             | 寺島アキ子 台詞：井手俊郎 | 金井晴生 |
| 22   | 3月16日         | ワカッチャいない   | 寺島アキ子 台詞：井手俊郎 | 金井晴生 |
| 23   | 3月23日         | 一枚うわて         | 布勢博一 台詞：井手俊郎   | 池田義一 |
| 24   | 3月30日         | おもかげ           | 布勢博一 台詞：井手俊郎   | 池田義一 |
| 25   | 4月6日          | 僕でも夢を         | 寺島アキ子 台詞：井手俊郎 | 池田義一 |
| 26   | 4月13日         | 巣立ち             | 寺島アキ子 台詞：井手俊郎 | 池田義一 |
| 27   | 4月18日         | 肩をならべて       | 井手俊郎                  | 池田義一 |
| 28   | 4月25日         | からたちの花       | 布勢博一 台詞：井手俊郎   | 池田義一 |
| 29   | 5月2日          | わだかまり         | 寺島アキ子                | 池田義一 |
| 30   | 5月9日          | アタマに来ました   | 布勢博一 台詞：井手俊郎   | 池田義一 |
| 31   | 5月16日         | パパが欲しい       | 布勢博一 台詞：井手俊郎   | 池田義一 |
| 32   | 5月23日         | ドンとおまかせ     | 布勢博一 台詞：井手俊郎   | 金井晴生 |
| 33   | 5月30日         | やっぱり親子       | 寺島アキ子 台詞：井手俊郎 | 池田義一 |
| 34   | 6月6日          | お見合い           | 布勢博一 台詞：井手俊郎   | 池田義一 |
| 35   | 6月13日         | 新しい出発         | 布勢博一 台詞：井手俊郎   | 金井晴生 |
| 36   | 6月20日         | ちょっぴり幸せ     | 松山善三                  | 池田義一 |
| 37   | 6月27日         | その日のために     | 寺島アキ子 台詞：井手俊郎 | 池田義一 |
| 38   | 7月4日          | 若い人             | 布勢博一 台詞：井手俊郎   | 池田義一 |
| 39   | 7月11日         | けんかをどうぞ     | 布勢博一 台詞：井手俊郎   | 池田義一 |
| 40   | 7月18日         | 泣き上戸や笑い上戸 |                           | 池田義一 |
| 41   | 7月25日         | ないしょの話       | 寺島アキ子                | 池田義一 |
| 42   | 8月1日          | 不快指数           | 寺島アキ子 台詞：井手俊郎 | 池田義一 |
| 43   | 8月8日          | 親友だものネ       | 寺島アキ子 台詞：井手俊郎 | 池田義一 |
| 44   | 8月15日         | 女ごころ           | 寺島アキ子 台詞：井手俊郎 | 池田義一 |
| 45   | 8月22日         | 若さでぶつかれ     | 寺島アキ子 台詞：井手俊郎 | 池田義一 |
| 46   | 8月29日         | 俺にまかせろ！     | 布勢博一 台詞：井手俊郎   | 池田義一 |
| 47   | 9月5日          | ヒョウタンからコマ | 寺島アキ子                | 池田義一 |
| 48   | 9月12日         | ふくらむ夢         | 布勢博一                  | 池田義一 |
| 49   | 9月19日         | みんなそれぞれ     | 寺島アキ子                | 池田義一 |
| 50   | 9月26日         | 本日開店           | 布勢博一 台詞：井手俊郎   | 池田義一 |
| 51   | 10月3日         | 子供は子供、親は親 | 寺島アキ子                | 池田義一 |
| 52   | 10月10日        | ママとおふくろ万歳 | 寺島アキ子                | 池田義一 |